# Шпанске Источне Индије
Шпанске Источне Индије (фил./таг. ; шп. Indias orientales españolas; енгл. Spanish East Indies) била је шпанска територија у Азији-Пацифику од 1565. до 1899. године. Обухватала је Филипине, Маријанска острва и Каролинска острва (такође позната као Нова Филипинска острва), те малим делом Шпанску Формосу и одређене делове Острва зачина. Себу је представљао прво седиште владе, које је касније премештено у Манилу. У периоду од 1565. до 1821. године, ова територија — заједно са Шпанским Западним Индијама — била је под контролом Вицекраљевства Нова Шпанија, чије је седиште било у Мексико Ситију.
Краљ Шпаније обично је себе називао „Краљем Источних и Западних Индија” (шп. Rey de las Indias orientales y occidentales). Након што је Мексико постао независан, територијама се управљало из Мадрида.
Административне послове Шпанских Источних Индија водило је Генерал-капитанство Филипина и Краљевска аудијенсија Маниле. Као резултат Шпанско-америчког рата (1898), већину острва су окупирали Американци; око 6.000 преосталих мањих острва продато је Немачкој потписивањем Немачко-шпанског споразума (1899). Неколико мањих острва припало је САД након склапања Вашингтонског споразума (1900).

## Историја

### Исраживање и насељавање (1521—1643)
Веза са Шпанцима први пут је остварена 6. марта 1521. године, када је шпанска експедиција коју је водио Фердинанд Магелан дошла на Маријанска острва. Он је Гвам назвао „Острвом лопова” (шп. Isla de los ladrones), пошто се аутохтоно становништво приближило његовом галеону (Тринидад) и украло већину залиха. Експедиција је након овога наставила да напредује западно и 16. марта 1521. године са само 150 чланова посаде стигла до острва Хомонхон на Филипинима. Ту су могли да комуницирају са домородачким становништвом јер је са њима био и малајски преводилац Енрике де Малака који је разумео језик. Експедиција их је одвела до Себуа и покрштеног раџе Хумабона те домородаца до којих их је довео Магеланов капелан Педро Валдерама.
Настојећи развити трговину између Источних Индија и Америка преко Пацифичког океана, Антонио де Мендоза је помогао истраживању ових азијских територија и послао експедицију Руја Лопеза де Виљалобоса на Филипине (1542—1543). Мигел Лопез де Легаспи је отишао из Мексика и 1565. основао прво шпанско насеље на Филипинима, које је постало град Сан Мигел у данашњем Себуу. Исте године, други члан експедиције Андрес де Урданета открио је поморску руту од Филипина до Мексика преко Пацифика, чиме је омогућена важна транспацифичка трговинска веза за галеоне Манила—Акапулко. Град Манила је основан 1571. године и постао је седиште шпанског Генерал-капитанства Филипина. Овим и другим азијским територијама под контролом Шпанске круне управљало се из Вицекраљевства Нова Шпанија, са седиштем у Мексико Ситију.
Галеони Манила—Акапулко бродовима су Мексиканцима испоручивали производе из Азије-Пацифика и Америка, укључујући свилу, зачине, сребро, злато и друге азијскопацифичке острвске производе. Производи довезени из Азије-Пацифика слати су у Веракруз и бродовима транспортовани у Шпанију; након тога, стизали су бродовима у Шпанију и обичним превозним средствима у остатак Европе. С друге стране, шпанско-мексички колонијалисти са собом су односили хиспано и аутохтоне мексичке обичаје, религију, језике, храну, традицију и културу на Филипине, Гвам и Маријанска острва.
Шпанци су 1606. године успоставили одређене трговинске везе са Молучким острвима и тако је остало до 1663. године. Такође су успостављене везе са Јапанцима, а Себастијан Вискаино послат је као амбасадор 1611. године у Јапан — где је остао све до затварања јапанских пограничних трговинских испостава године 1630. У северном источном региону Тајван, Шпанци су 1626. године изградили тврђаву Санто Доминго, недалеко од Ђилунга, а након мисије у Даншуеј године 1628. ово место је окупирано и држано под контролом све до 1642. године. Шпански бродови су посетили неколико пацифичких острва у 16. веку, укључујући Нову Гвинеју (Ињиго Ортиз де Ретез, 1545), Соломонова Острва (Педро Сармијенто де Гамбоа, 1568) и Маркиска Острва (Алваро де Мендања де Неира, 1595), с тим да нису улагани напори за остваривање трговинских веза или колонизовање.
Дијего Луис де Сан Виторес (1627—1672), шпански језуитски мисионар, 1668. године је организовао прву мисију за Гвам, Маријанска острва где је поред свеца Педра Калунгсода мученички убијен.
Британске трупе су 1762. године накратко заробиле град Манилу током Седмогодишњег рата. Међутим, нису могле да успоставе контролу над подручјима ван Маниле — услед напора које је уложио шпански гувернер-лејтенант Симон де Анда и Салазар; остатак острва је и даље био лојалан Шпанији. Британци су обећали подршку устанку на челу са Дијегом Силангом и његовом супругом Габријелом, али британске снаге никада нису оствариле свој наум. Мировном нагодбом Манила је продата, заједно са Хаваном која је била под британском окупацијом, и то за Флориду и Минорку. Шпанским властима је поново предата априла 1764. године.

## Колонијална влада
Седмогодишњи рат је приморао Карлоса III да покрене екстензивне реформе владе за прекоморске територије. Интенденсија је успостављена у Манили 1784. године, да би се управљало владиним новцем и унапредила економија. (План увођења још интенденсија широм Филипина није успео.) Слично овоме, да би промовисао иновацију и образовање међу острвљанима, генерал-губернатор Хосе Баско и Варгас је основао Економско друштво пријатеља земље (шп. Sociedades económicas de amigos del país).
Преко 256 година Шпанским Источним Индијама је управљао генерал-губерантор капитанства те краљевска аудијенсија. Сва економска питања Филипина решавало је Вицекраљевство Нова Шпанија из Мексика. Пошто је источна рута више била коришћена за војне намене, поред трговине која укључује галеон Манила—Акапулко, већина владине кореспонденције ишла је преко Мексика а не директно у Шпанију (изузев кратког периода пред крај 18. века).
Ново Шпанско вицекраљевство је пало 1821. године, након Мексичког рата за независност, што је резултовало настанком Прве Мексичке империје. Сва контрола владе Шпанских Источних Индија тада је прешла у руке Мадрида, све док Сједињене Америчке Државе нису анектовале већину шпанских територија у региону Азија-Пацифик, након Шпанско-америчког рата (1898).

### Аудијенсија и генерал-капитанство
Генерал-капитанство Филипина је настало 1574. године као зависна територија Вицекраљевства Нова Шпанија. Краљевска аудијенсија Маниле је почела да постоји 5. маја 1583. године, а 1584. је основана као највиши трибунал Шпанске империје у Источним Индијама; генерал-губернатор Филипина је био екс официо највиши судија. Обе институције су настале краљевским декретом Филипа II.
Закон XI (Audiencia y Chancillería Real de Manila en las Filipinas) наслова XV (De las Audiencias y Chancillerias Reales de las Indias) књиге II из Recopilación de Leyes de los Reynos de las Indias (1680) — комбинације оригиналног декрета и оног од 25. маја 1596. године — описује ограничења и функције аудијенсије и њеног председника.
„У граду Манили на острву Лузон, поглавар Филипина треба да нађе другу Краљевску аудијенсију и Канцеларију за нас, са председником који треба да буде губернатор и генерал-капетан; четири судије грађанских случајева [oidores], који ће такође бити судије кривичних сличајева [alcaldes del crimen]; крунским адвокатом [fiscal]; извршиоцем [alguacil mayor]; лејтенантом великог канцелара; и другим потребним министрима и званичницима; они ће бити за дистрикт поменутог острва Лузон и остатак Филипина, Кинески архипелаг и његов копнени део, откривени и који ће се открити. И наређујемо да губернатор и генерал-капетан поменутих острва и провинција те председник њихове Краљевске аудијенсије, имају искључиву врховну владу целог дистрикта поменуте Аудијенсије у рату и миру, и треба да дају провизију и услуге у наше Краљевско име, у складу са законима ове прокламације и остатак Краљевства Кастиља и упутства и овлашћења која ћемо ми дати, он треба и може да употреби; а у губернаторске сврхе и случајеве који треба да изникну, који су од значаја, поменути председник-губернатор требало би да се консултује о истима са судијама поменуте Аудијенсије, тако да они дају консултивна мишљења, а када их чује он би требало да делује најскладније служби Бога и нас и мира и спокоја поменуте провинције и републике.”

### Територије
Шпанске Источне Индије чинила су:
- Филипинска острва (данас Република Филипини): Манила, Лузон, Висајас, Палаван, Баламбанганска острва, Северни Минданао, Замбоанга, Басилан, Холо, Палмаска острва, Спратлиска острва; укључујући изоловане локације у Ђилунгу, на Тајвану и на острвима Гилоло, Тернате и Тидоре односно Малучким острвима те Манадо односно северни део Сулавесија (некада Селебес)
- Каролинска острва (данас Федералне Државе Микронезије)
- Маријанска острва (данас Комонвелт Северна Маријанска острва и америчка територија Гвам)
- Палауска острва (данас Република Палау)

Шпанци су користили неколико имена која се данас не користе. Гран Молука (Велики Молуци) био је назив коришћен за острво Минданао; Нуева Кастиља (Нова Кастиља) било је острво Лузон.
Пошто је шпански интерес у региону био примарно фокусиран на коришћење територија као базе за трговину са источном Азијом, директна шпанска контрола се споро успостављала на подручју. Острва Батанес је у 18. веку освојио Хосе Баско. Виши делови Лузона нису пали под шпанску контролу све до почетка 19. века, а најјужнији врх Палавана остао је ван шпанског утицаја до краја 1890-их. Остатак Минданаа (Сесареа Кароли), осим области у Северном Минданау, Замбоанги, Котабату и острвима Басилан и Холо, номинално је био под контролом Шпаније, са признатом шпанским управом али стварном контролом месних званичника; пример је султанат Сулу или Магинданао, као и одређен број племена Лумада који нису били у вези са поменутим. Исто тако, Палау и велика већина Каролинских острва није заправо била под контролом шпанских освајача све до почетка 19. века.

## Шпански културни утицај

### Хиспано
Шпански утицај на њене бивше колоније у Азији-Пацифику је значајан све до данас. Већина становништва на Филипинима, Гваму и Маријанским острвима припада римокатоличанству које су ширили шпански мисионари у 16. и 17. веку. Велики део популације ових земаља носи шпанска имена и презимена. Такође, због упознавања са новим алатима, производима, усевима и технологијом Шпанаца и Мексиканаца током три века колонијалне управе, много шпанских речи је ушло у аутохтоне језике поменутих земаља као посуђенице. Уметност као што је музика, архитектура и мода такође је промењена према шпанском утицају. Националне кухиње имају мексичке и шпанске елементе услед колонизације. Што се тиче етничности, малу већину свих становника ових територија (⅓ популације острва Лузон и неколико лучких градова и војних испостава, углавном Илоило, Себу, Легаспи, Виган и Замбоанга) чине потомци латиноамеричких и шпанских насељеника. Они су углавном потомци родитеља из мешаних бракова; зову се местици (шп. mestizo).

### Филипински
Значајан део садашње популације Северних Маријанских Острва (45—55%) и Гвама (30—45%), а такође и Палауа (15—25%), филиписког је порекла. Неки домородачки народи у претходно поменутим територијама такође користе филипинска имена и презима (један пример је презиме Пангелинан, које долази од филипинског презимена Пангилинан). Чаморо је највероватније народ филипинског порекла, што се може закључити и због историјских веза са Гвамом и Филипинима током шпанске управе и због тренутних веза кроз различите таласе миграције.